# Xinglongzhen (ort i Kina, Hubei Sheng, lat 31,23, long 113,45)
Xinglongzhen (kinesiska: 兴隆镇) är en ort i Kina. Den ligger i provinsen Hubei, i den centrala delen av landet, omkring 110 kilometer nordväst om provinshuvudstaden Wuhan. Antalet invånare är 54 837. Befolkningen består av 26 820 kvinnor och 28 017 män. Barn under 15 år utgör 15,0 %, vuxna 15-64 år 75 %, och äldre över 65 år 8,0 %.
Runt Xinglongzhen är det tätbefolkat, med 511 invånare per kvadratkilometer. Närmaste större samhälle är Luodian, 13,7 km söder om Xinglongzhen. Trakten runt Xinglongzhen består till största delen av jordbruksmark.
Genomsnittlig årsnederbörd är 1 226 millimeter. Den regnigaste månaden är september, med i genomsnitt 179 mm nederbörd, och den torraste är december, med 15 mm nederbörd.